# Плеханово (Новосибірська область)
Плеханово (рос. Плеханово) — присілок у Доволенському районі Новосибірської області Російської Федерації.
Входить до складу муніципального утворення Волчанська сільрада. Населення становить 120 осіб (2010).

## Історія
Згідно із законом від 2 червня 2004 року органом місцевого самоврядування є Волчанська сільрада.

## Населення
| 1926 | 2002 | 2007 | 2010 |
| ---- | ---- | ---- | ---- |
| 1100 | ↘159 | ↗162 | ↘120 |